# Store Lenangstind
Store Lenangstind é uma montanha da Noruega, com 1624 m de altitude e 1576 de proeminência topográfica (sendo o 4.º mais proeminente do país). Pertence à cordilheira dos Alpes de Lyngen. Administrativamente pertence ao condado de Troms. Situa-se a 15,5 km a noroeste da localidade de Lyngseidet, a oeste do Lyngenfjorden. O glaciar Strupbreen fica do lado sudeste da montanha.